# Стадион Алианц
„Стадион Алианц“ е футболен стадион в Хютелдорф, Виена. Стадионът е построен на мястото на стария стадион на Рапид Виена. На стадиона играе Рапид Виена. Унищожението на стария стадион започнало през октомври 2014 г. Стадионът официално е открит в приятелската среща между Рапид Виена и Челси през 2016 г. Първият официален мач на стадиона е домакинството на Рапид Виена срещу Рийд на 23 юли 2016 г., завършил 5 – 0 за домакините.